# Mellerst-Tjärnen
Mellerst-Tjärnen är en sjö i Arjeplogs kommun i Lappland och ingår i Skellefteälvens huvudavrinningsområde. Mellerst-Tjärnen ligger i Akkelis Natura 2000-område.